# (468390) 2016 GP105
(468390) 2016 GP105 es un asteroide perteneciente al cinturón de asteroides, descubierto el 8 de octubre de 2004 por el equipo Spacewatch desde el Observatorio Nacional de Kitt Peak (Arizona, Estados Unidos).